# سابینا آیرولا توزیا
سابینا آیرولا توزیا (به ترکی استانبولی: Sabina Ajrula Toziya) (زادهٔ ۱۷ آوریل ۱۹۴۶ – درگذشتهٔ ۱۰ اوت ۲۰۲۱) بازیگر اهل ترکیه و اصالتا مقدونیه‌ای بود که بیشتر برای بازی در نقش خیریه چاکیربِیلی در سریال درام-جنایی راهزنان در دنیا حکومت نمی‌کنند و عفیفه خاتون در حریم سلطان شناخته می‌شود. 

## زندگی و حرفهٔ او
نام کامل او سابینا آیرولا توزیا است که به زبان مقدونی Sabina Ajrula Tozija نوشته می‌شود (توجه: «j» در الفبای مقدونی به‌صورت «ی» خوانده می‌شود). در ترکیه معمولا او را به نام سابینا توزیا می‌شناسند که به صورت Sabina Toziya نوشته می‌شود. او در ۱۷ آوریل ۱۹۴۶ در اسکوپیه، مقدونیه، یوگسلاوی  که اکنون در مرزهای مقدونیه شمالی قرار دارد، به دنیا آمد. او بازیگری را در تئاتر دولتی اسکوپیه آموخت. سابینا پس از بازی در مقدونیه و یوگسلاوی، برای اولین بار در ترکیه در سریال حریم سلطان بازی کرد که از شبکه استار تی‌وی ترکیه پخش شد. او در این سریال نقش عفیفه خاتون را بازی کرد. او در سریال راهزنان در دنیا حکومت نمی‌کنند نقش خیریه چاکیربیلی را بازی کرد و در در ژانویه ۲۰۲۱ پس از سکته مغزی ناقص به دلیل تومور مغزی سریال را ترک کرد.

## مرگ
سابینا در ۱۰ اوت ۲۰۲۱ در سن ۷۵ سالگی،  پس از سکته مغزی به دلیل تومور در مغزش درگذشت. 

## فیلم‌شناسی

### فیلم های
| فیلم‌ها | فیلم‌ها                                       | فیلم‌ها          |
| سال    | نام                                          | نقش             |
| ------ | -------------------------------------------- | --------------- |
| ۱۹۶۹   | Times Without War زمان بدون جنگ              | -               |
| ۱۰۶۹   | Itrata vdovica                               | -               |
| ۱۹۶۹   | Zedj تشنگی                                   | نیکولینا        |
| ۱۹۷۰   | Vetar vo kutiče kibirit                      | -               |
| ۱۹۷۱   | Precek                                       | جولکا           |
| ۱۹۷۳   | Dobra Dolina دوبرا دولینا                    | -               |
| ۱۹۷۵   | Misery میزری                                 | -               |
| ۱۹۷۷   | Stand Up Straight, Delfina صاف وایسا، دلفینا | ندا کورکوت      |
| ۱۹۷۸   | Beliot Sid توپ سفید                          | -               |
| ۱۹۸۰   | Vreme, vodi                                  | Kjuskoica       |
| ۱۹۸۰   | The Lead Brigade                             | وِرا             |
| ۱۹۸۱   | The Red Horse اسب قرمز                       | -               |
| ۱۹۸۲   | Južna pateka                                 | -               |
| ۱۹۸۴   | Opasni trag                                  | BolniČarka      |
| ۱۹۹۱   | Tattoo تتو                                   | -               |
| ۱۹۹۵   | Angeli na otpad                              | Rabotninckata   |
| ۱۹۹۸   | Today, Tomorrow امروز، فردا                  | مادر            |
| ۲۰۰۵   | Kontakt کُنتاکت                               | زن همسایه       |
| ۲۰۰۵   | Krcma na patot kon Evropa                    | سلطان           |
| ۲۰۰۷   | سایه‌ها (فیلم ۲۰۰۷)                           | دکتر وِرا پِرکووا |
| ۲۰۱۱   | The Little Gypsy Witch جادوگر کولی کوچولو    | بابا ایلونکا    |
| ۲۰۱۳   | Materijal za audicija                        | سیلوا           |
| ۲۰۱۵   | Honey Night شب شیرین                         | Cveta جِوِتا      |
| ۲۰۱۶   | Annemin Yarası زخم مادرم                     | مِولیده          |
| ۲۰۱۸   | Bal Kaymak خامه عسلی                         | حَوا             |
| ۲۰۲۱   | Escape To The Sea فرار به دریا               | آنکا            |

| سریال‌ها   | سریال‌ها                       | سریال‌ها                 |
| سال       | نام                           | نقش                     |
| --------- | ----------------------------- | ----------------------- |
| ۱۹۹۸      | Salon Harmoni سالن هارمونی    | Grozda گروزدا           |
| ۲۰۱۲-۲۰۱۴ | حریم سلطان                    | عفیفه خاتون             |
| ۲۰۱۵-۲۰۲۱ | راهزنان در دنیا حکومت نمی‌کنند | خیریه چاکیربیلی         |
| ۲۰۱۷-۲۰۱۹ | Familijata Markovski          | Milica                  |
| ۲۰۲۰      | Zoki Poki زوکی پوکی           | مادربزرگ زوکی پوکی/راوی |

### تلویزیون
- سالن هارمونی (1998) - گروزدا
- قرن باشکوه (2012–2014) - عفیفه هاتون
- Familijata Markovski (2017–2019) - Milica
- زوکی پوکی (2020) - زوکی پوکی مادربزرگ / راوی
- Eskiya Dünyaya Hükümdar Olmaz (2015–2021) - Hayriye Çakirbeyli [۹] [۱۰] [۱۱] [۱۲]